# Nenê do Cavaco
Álvaro Mateus, mais conhecido como Nenê do Cavaco (Itirapina, 26 de outubro de 1934) é um compositor brasileiro, considerado baluarte do samba da cidade de Campinas, no estado de São Paulo, e integrante da velha-guarda da escola de samba Estrela Dalva.

## Biografia
Aos sete anos foi morar em Campinas. Morou um tempo em Indaiatuba, onde aprendeu cavaquinho. Aos dez anos já tocava no conjunto Os Sete Camaradas. Por volta dessa época, voltou a Campinas, onde passou a se dedicar mais à música. Na década de 1960, durante quatro anos, tocou na Rádio Clube de Americana, até entrar para o conjunto Os Acadêmicos do Samba.
Participou de várias escolas de samba da cidade, entre elas a Mocidade Independente de Campinas, uma das quais mais esteve ligado, até ela ser extinta. Então entrou para a escola Estrela Dalva, a qual ele próprio confunde-se com sua história, bem como com o próprio carnaval de Campinas.